# Segesvári Gabriella
Segesvári Gabriella (Budapest, 1961. július 24. –) magyar színésznő.

## Életpálya
1986-ban színészként diplomázott Szinetár Miklós osztályában, a Színház- és Filmművészeti Főiskolán. Abban az évben a zalaegerszegi Hevesi Sándor Színházhoz szerződött. 2000-ig játszott Zalaegerszegen, 2001 óta szabadfoglalkozású színművésznő.

## Fontosabb színházi szerepei
- Bródy Sándor: A tanítónő...Kántorkisasszony
- Móricz Zsigmond: Fortunátus...Perzsi
- Móricz Zsigmond: Nem élhetek muzsikaszó nélkül...Pólika
- Charles Dickens - Lionel Bart: Oliver...Bet
- Alfonso Paso: Ön is lehet gyilkos...Margarita
- Sue Townsend - Ken Howard - Alan Blaikley: A 13 és 3/4 éves Adrian Mole titkos naplója...Pandora
- Ariano Suassuna: A kutya testamentuma...Bohóc
- Johann Wolfgang von Goethe: Egmont...Klára
- Tersánszky Józsi Jenő: Kakuk Marci...Csuri Linka, ószeresné fiatal lánya
- Kiss Irén: Mayerlingi fondorlatok (tükörjáték)...Vetsera Mari
- Litvai Nelli: Pinokkió...Pinokkió
- Victor Hugo - Tömöry Péter - Kemény Gábor: A notre-dame-i toronyőr...Esmeralda
- Pozsgai Zsolt: Horatio...Heléna, színésznő
- Carlo Goldoni: Két úr szolgája...Smeraldina, Clarice szobalánya
- William Shakespeare: Ahogy tetszik...Rosalinda
- William Shakespeare: Macbeth...Lady Macduff
- William Shakespeare: Sok hűhó semmiért...Hero
- William Shakespeare: Lear király...Cordélia
- William Shakespeare: Hamlet...szereplő (7főszín)
- John Steinbeck: Egerek és emberek...Curley felesége
- Giulio Scarnacci - Renzo Tarabusi: Kaviár és lencse...Fiorella, Leonida lánya
- Alekszandr Iszajevics Szolzsenyicin: A kopasz és a lágerkurva avagy /A munka köztársasága/...Surocska Szojmina, fogoly
- Nyikolaj Vasziljevics Gogol - Rolf P. Parchwitz: A revizor...Marianna (beceneve: Maryann), a polgármester lánya
- Klaus Mann - Ariane Mnouchkine: Mefisto...Nicoletta von Niebuhr
- Eisemann Mihály - Szilágyi László: Én és a kisöcsém...Kelemen Kató
- Presser Gábor - Sztevanovity Dusán: A padlás...Süni
- Fred Ebb - John Kander: Kabaré...Dizőz
- Kertész Ákos: Családi ház manzárddal...Baba
- Makszim Gorkij: Idelenn (Éjjeli menedékhely)...Anna
- Neil Simon: Ilyen nincs! (Pletykák)...Chris, a felesége
- Mario Fratti: Az áldozat közbeszól...Diana
- Déry Tibor - Presser Gábor - Adamis Anna - Pós Sándor: Képzelt riport egy amerikai popfesztiválról...Eszter
- Dale Wassermann - Mitch Leigh: La Mancha lovagja...Aldonza
- Aldous Huxley: A Mona Lisa mosoly (Tea rózsával)...Janet Spence
- Anthony Mariott - Alistair Foot: Csak semmi szexet, kérem, angolok vagyunk!...Frances, a felesége
- Kálmán Imre - Békeffi István - Kellér Dezső: Csárdáskirálynő...Stázi
- Békeffi István: Janika...Janika; Gizi, a mamája
- Dés László- Geszti Péter- Békés Pál: A dzsungel könyve...Ká
- Molnár Ferenc - Kocsák Tibor - Miklós Tibor: A vörös malom...Mima
- Tóth Ede: A falu rossza...Finum Rózsi
- Ray Lawler: A tizenhetedik baba nyara...Pearl
- Bereményi Géza: Az arany ára...Carola
- Hubay Miklós: Ők tudják mi a szerelem...Estella
- Tamási Áron: Énekes madár...Gondos Eszter, vénlány
- Heinrich Böll - Bereményi Géza: Katharina Blum elvesztett tisztessége...Dr. Blornáné Trude, a felesége
- Békés Pál: A félőlény...Lidérc; Porhany Anya

## Filmek, tv
- A tenger (sorozat) 1. rész (1982)
- Majd belejössz Pistám (1983)
- A tanítónő (1985)
- Akli Miklós (1986)
- Vakvilágban (1987)
- Csíksomlyói passió (1994)
- Tabló (2008)

## Díjak, elismerések
- Közönség-díj (1997)